# Leopard Development Team/Saison 2014
Dieser Artikel listet die Mannschaft und die Erfolge des Leopard Development Teams in der Saison 2014 auf.

## Erfolge im Cyclocross 2013/2014
| Datum      | Rennen                                       | Fahrer           |
| ---------- | -------------------------------------------- | ---------------- |
| 12. Januar | Luxemburgische Meisterschaft, Cessange (U23) | Massimo Morabito |

## Erfolge in der UCI Europe Tour
| Datum  | Rennen               | Kat. | Fahrer        |
| ------ | -------------------- | ---- | ------------- |
| 3. Mai | Ronde van Overijssel | 1.2  | Dennis Coenen |

## Zugänge – Abgänge
| Zugänge           | Team 2013             | Abgänge           | Team 2014                      |
| ----------------- | --------------------- | ----------------- | ------------------------------ |
| Florian Salzinger | Atlas Personal-Jakroo | Sean De Bie       | Lotto Belisol                  |
| Matthias Plarre   | LKT Team Brandenburg  | Eugenio Alafaci   | Trek Factory Racing            |
| Patrick Olesen    | Blue Water Cycling    | Fábio Silvestre   | Trek Factory Racing            |
| Dennis Coenen     | Neoprofi              | Jesús Ezquerra    | ActiveJet Team                 |
| Kevin Feiereisen  | Neoprofi              | Kristian Haugaard | Development Team Giant-Shimano |
| Marco König       | Neoprofi              | Jan Hirt          | Etixx                          |
| Massimo Morabito  | Neoprofi              | Daniel Klemme     | Synergy Baku Cycling Project   |
|                   |                       | Oliver Hofstetter | Karriereende                   |
|                   |                       | Dirk Bockel       | Unbekannt                      |
|                   |                       | Maxwell Durtschi  | Unbekannt                      |

## Mannschaft
| Name              | Geburtsdatum      | Nationalität |              |
| ----------------- | ----------------- | ------------ | ------------ |
| Piero Baffi       | 8. September 1990 | Italien      |              |
| Dennis Coenen     | 3. November 1991  | Belgien      |              |
| Kevin Feiereisen  | 12. April 1992    | Luxemburg    |              |
| Alex Kirsch       | 12. Juni 1992     | Luxemburg    |              |
| Marco König       | 1. Juli 1995      | Deutschland  |              |
| Massimo Morabito  | 25. Februar 1993  | Luxemburg    |              |
| Patrick Olesen    | 9. Oktober 1994   | Dänemark     |              |
| Matthias Plarre   | 27. Februar 1992  | Deutschland  |              |
| Florian Salzinger | 5. Juli 1983      | Deutschland  |              |
| Pit Schlechter    | 26. Oktober 1990  | Luxemburg    |              |
| Tom Thill         | 31. März 1990     | Luxemburg    |              |
| Joël Zangerle     | 11. Oktober 1988  | Luxemburg    |              |
| Stagiaires        | Stagiaires        | Nationalität | Nationalität |
| Luc Turchi        | Luc Turchi        | Luxemburg    |              |